# USS Gravely (DDG-107)
USS Gravely (DDG-107) — ескадренний міноносець класу «Арлі Берк» ВМС США. Судно назване на честь віце-адмірала Семуела Гравелі-молодшого.

## Історія
Це 57-е судно у своєму класі. Судно замовлене 13 вересня 2002 року, а його кіль закладений 26  листопада 2007 року на корабельні Northrop Grumman в місті Паскагула, Міссісіпі. Судно спущене на воду 30 березня 2009 року.
Хрещення судна відбулося 16 травня 2009 року. Хрещеною судна стала Альма Гравелі, вдова адмірала Гравелі.
USS Gravely було введено в експлуатацію у Вілмінгтоні, Північна Кароліна 20 листопада 2010 року. Судно є флагманом 1-ї постійної морської групи НАТО.

## Історія служби
У кінці серпня 2013 року разом з есмінцями USS Mahan, USS Barry та USS Ramage, USS Gravely патрулював східну частину Середземного моря у відповідь на можливу військову інтервенцію США у Сирію у зв'язку з сирійською громадянською війною. 18 листопада 2013 року Gravely повернувся до морської бази Норфолк, штат Вірджинія, завершивши свою першу зарубіжну місію. 28 березня 2016 року USS Gravely допомогло USS Sirocco захопити невідоме судно типу дау, яке займалося контрабандою зброї. Після того, як зброя була розвантажена, судно і його команда були звільнені.
У червні 2016 року під час супроводу авіаносця USS Harry S. Truman, есмінець небезпечно наблизився до російського фрегата «Ярослав Мудрий», через що російські та американські офіційні особи звинуватили один одного в небезпечному і непрофесійному маневруванні.